# Għargħur
Għargħur é um povoado da ilha de Malta em Malta. Possuía uma população de 2 768 em 2014.